# WitchSwitch
WitchSwitch, anche scritto Witch Switch sulle riviste, è un videogioco fantasy pubblicato nel 1984 per Commodore 64 dalla English Software, composto da una serie di livelli con meccanica di gioco completamente diversa tra loro.

## Trama
Un villaggio è minacciato dalla lava di un vulcano. Prima si controlla una scimmia e poi un gufo in un pericoloso viaggio nel tentativo di raggiungere la strega e farla diventare buona con un incantesimo (witchswitch è traducibile come "cambiostrega"). Infine si controlla la strega stessa per tornare indietro e interrompere con la magia l'eruzione del vulcano.

## Modalità di gioco
Ci sono sei livelli, ciascuno un differente gioco d'azione con visuale laterale. Si comincia controllando la scimmia che deve attraversare una palude facendosi guidare da un folletto tenuto al guinzaglio e usando la coda per difendersi. Quindi, a schermata fissa, deve colpire a sassate dei corvi mentre evita saltando un gatto nero che vola su una scopa. Poi si passa al gufo che deve attraversare un lago velenoso a scorrimento orizzontale. Giunto in una foresta a schermata fissa, deve difendersi da varie creature emettendo un breve raggio dagli occhi. In casa della strega deve far cadere un ingrediente nel suo calderone evitando il gatto nero. Infine la strega, volando sulla scopa, deve lanciare una pozione magica nel vulcano.
In ogni momento premendo un tasto è possibile controllare l'avanzamento della lava verso il villaggio.
Si possono selezionare 10 livelli di difficoltà generale.